# Giải quần vợt Antalya Mở rộng
Giải quần vợt Antalya Mở rộng là một giải thi đấu quần vợt thuộc ATP World Tour 250 series của ATP Tour bắt đầu từ tháng 6 năm 2017 ở Antalya, Thổ Nhĩ Kỳ. Giải thi đấu trên mặt sân cỏ. Đây là giải thi đấu thứ 8 diễn ra trên mặt sân cỏ.

## Kết quả

### Đơn
| Năm  | Vô địch       | Á quân           | Tỉ số         |
| ---- | ------------- | ---------------- | ------------- |
| 2017 | Yūichi Sugita | Adrian Mannarino | 6–1, 7–6(7–4) |
| 2018 | Damir Džumhur | Adrian Mannarino | 6–1, 1-6, 6-1 |

### Đôi
| Năm  | Vô địch                               | Á quân                         | Tỉ số                 |
| ---- | ------------------------------------- | ------------------------------ | --------------------- |
| 2017 | Robert Lindstedt Aisam-ul-Haq Qureshi | Oliver Marach Mate Pavić       | 7–5, 4–1 ret.         |
| 2018 | Marcelo Demoliner Santiago González   | Sander Arends Matwé Middelkoop | 7–5, 6-7(6-8), [10-8] |